# Otto al II-lea al Sfântului Imperiu Roman
Otto al II-lea, supranumit cel Roșu (n. 955 d.Hr., Ducatul de Saxonia – d. 7 decembrie 983 d.Hr., Roma, Statele Papale), a fost cel de-al treilea conducător al dinastiei Ottoniene, fiul lui Otto I cel Mare și al soției sale, Adelaida de Italia. A fost încoronat Rege German în timpul domniei tatălui său în Catedrala din Aachen în 961, iar în 967 a fost încoronat împărat roman de papa Ioan al XIII-lea. 
S-a căsătorit cu Theophanu, nepoata împăratului bizantin Ioan I Tzimiskes în 972 iar la moartea tatălui său în 973 a devenit unic împărat, fără a întâmpina opoziție. Otto a continuat politica tatălui său de consolidare a puterii imperiale în Germania și de extindere a acesteia în Italia. A murit la palatul său din Roma lăsându-l moștenitor pe fiul său, Otto al III-lea, încă minor.